# Guemesia
Guemesia byl rod abelisauridního teropoda, žijícího v období pozdní křídy (geologický stupeň kampán, asi před 84 až 71 miliony let) na území dnešní Argentiny (provincie Salta, údolí Amblayo). Formálně byl typový druh Guemesia ochoai popsán v únoru roku 2022.

## Objev a popis
Fosilie tohoto abelisaurida v podobě částečně dochované mozkovny (katalogové označení IBIGEO-P 103) byly objeveny roku 2013 v sedimentech geologického souvrství Los Blanquitos. Identifikována byla relativně dobře dochovaná mozkovna dinosaura, svědčící o jeho příslušnosti k abelisauridním teropodům. Jedná se o první prokazatelný objev této skupiny dravých dinosaurů v severozápadní Argentině mimo Patagonii. Vzhledem k malým rozměrům fosilie (délka pouhých 158 mm) je také pravděpodobné, že se jedná o nejmenšího známého zástupce celé čeledi abelisauridů.

## Zařazení
Guemesia je rod spadající do nadčeledi Abelisauroidea a čeledi Abelisauridae, přesnější příbuzenské vztahy jsou ale zatím nejisté. Je pravděpodobné, že dalšími blízce příbuznými rody byly Quilmesaurus a také podstatně větší Pycnonemosaurus, který je naopak největším známým zástupcem čeledi.

## Paleoekologie
Ze stejného souvrství je známý také malý zástupce kladu Avetheropoda druhu Unquillosaurus ceibalii, formálně popsaný roku 1979. Objeveny tu byly také fosilie dosud nepopsaného a nepojmenovaného druhu titanosaurního sauropoda.